# Belodontichthys dinema
Belodontichtys dinema (лат.) — вид лучепёрых рыб из семейства сомовых, обитающих в Юго-Восточной Азии.

## Описание
Достигает длины 1 м. Четыре луча в спинном плавнике, 85—96 анальных мягких лучей. Голова и тело сжаты, рот ниже глаз. Верхняя часть хвостового плавника чуть больше, чем нижняя часть. Грудь больше, чем их голова.

## Биология
Их привычки малоизвестны. Питаются молодыми карповыми. Взрослые собираются в группы по 5—10 особей, малыши до 10. Промысловая рыба.

## Ареал
Обитают в дельте реки Меконг. Также обитают на территории Таиланда, Камбоджа, Лаоса и Вьетнама.